# Romanovskaja
Romanovskaja (in russo Романовская?) è un villaggio della Russia europea meridionale nell'oblast' di Rostov; è il centro amministrativo del distretto Volgodonskoj.
Si trova sulla riva sinistra del Don, a est di Rostov sul Don.